# Jos Peltzer

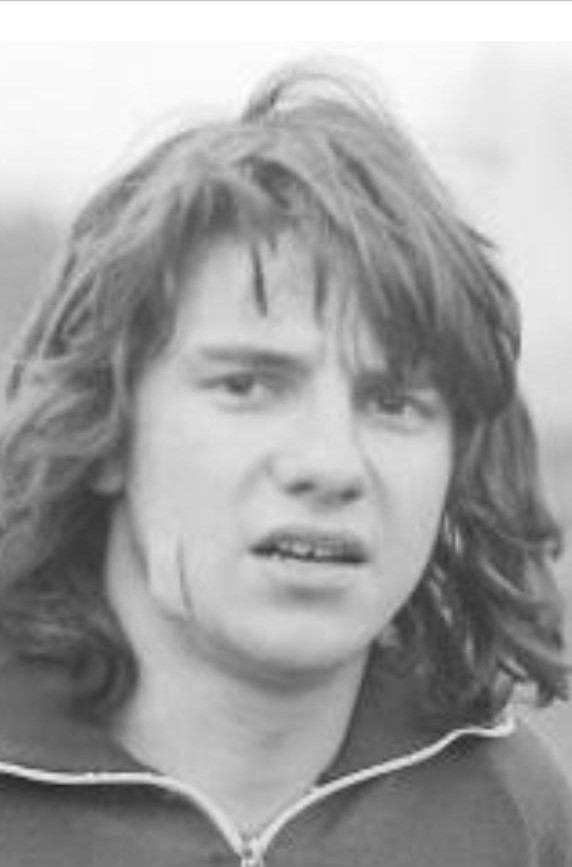

Jos Peltzer ('s-Hertogenbosch, 10 marzo 1954) è un ex calciatore olandese, di ruolo difensore.

## Carriera
Dopo quattro stagioni in Eerste Divisie con il Den Bosch, ha giocato la sua unica stagione in Eredivisie, quella del 1977-1978, con la maglia dello Sparta Rotterdam. Conclude la carriera con dieci stagioni di seconda serie con il Cambuur.